# سیارک ۲۹۴۸
سیارک ۲۹۴۸ (به انگلیسی: 2948 Amosov، نامگذاری:1969TD2) دو هزار و نهصد و چهل و هشتمین سیارک کشف شده‌است که در ۸ اکتبر ۱۹۶۹ کشف شد.
قدر مطلق سیارک برابر ۱۲٫۵۰ است.